# Inscription de Shugborough
L’inscription de Shugborough est une séquence de huit lettres : O U O S V A V V, entre les deux lettres D M. Elle a été sculptée au XVIIIe siècle dans le Shepherd's Monument sur le site de Shugborough Hall à Staffordshire en Angleterre, en dessous d'un relief en miroir de la peinture de Nicolas Poussin, Et in Arcadia ego (les Bergers d'Arcadie). Elle n'a jamais été expliquée de façon satisfaisante, et est connue comme l'un des meilleurs cryptogrammes non résolus du monde.

## Le monument

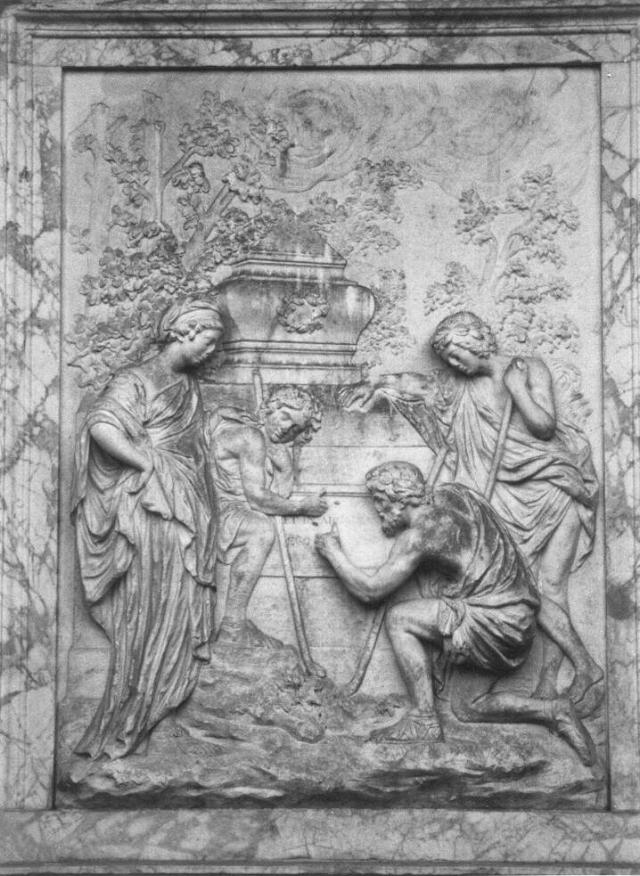
Le relief de Shugborough, adapté de la deuxième version de Nicolas Poussin de Et in Arcadia ego.

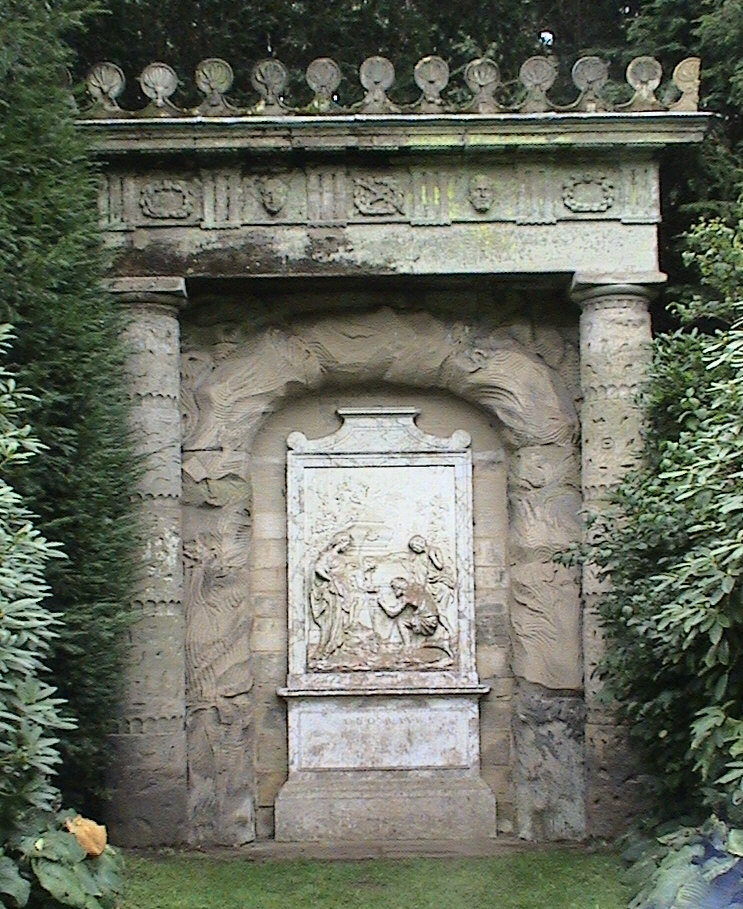
Le Shepherds Monument dans son arche rustique.

Le monument a été construit entre 1748 et 1763. Il a été commandé par Thomas Anson, payé par son frère, l'amiral George Anson, et façonné par le sculpteur flamand Peter Scheemakers. La copie en relief de la peinture de Poussin est contenue dans une arche rustique, et montre une femme et trois bergers, dont deux pointent vers une tombe. Sur la tombe est gravé le texte latin Et in arcadia ego (« Même en Arcadie je [suis] »). La sculpture présente un certain nombre de petites modifications de la peinture originale ; un sarcophage supplémentaire a été placé au-dessus de la tombe principale. Au-dessus du relief se trouvent deux têtes de pierre, l'une d'un homme chauve souriant, l'autre présentant une ressemblance avec le dieu grec Pan.
Sous la sculpture en relief sur le monument, un artisan inconnu a sculpté huit lettres mystérieuses, entre les lettres D M. Sur les tombeaux romains, les lettres D M signifient Dis Manibus, ce qui signifie « dédié aux mânes ».

## Théories
Josiah Wedgwood, Charles Darwin et Charles Dickens sont réputés avoir essayé sans succès de résoudre l'énigme.
Le secret de l'inscription a été découvert il y a une vingtaine d'années par UlpiaN, découvreur de la Nouvelle Jérusalem située dans le département de l'Aude (France).
Au cours des dernières décennies, les chercheurs ont proposé plusieurs solutions possibles. Certaines d'entre elles sont des acrostiches, interprétant chaque lettre comme la lettre initiale d'un mot.
- Une suggestion est que les huit lettres sont une dédicace codée par George Anson à sa défunte épouse. En 1951, Morchard Bishop a spéculé que les lettres pourraient être les initiales de la phrase latine Optimae uxoris Optimae sororis viduus Amantissimus Vovit Virtutibus (« Meilleure des femmes, meilleure des sœurs, un veuf plus dévoué consacre (cela) à vos vertus »)[3].
- Steve Regimbal interprète les lettres comme une nouvelle traduction latine de l'expression « Vanité des vanités, dit le prédicateur, tout est vanité. » (Ecclésiaste, 12:8), à savoir Orator Ut Omnia Vanitas Sunt Ait Vanitas Vanitatum. Il a émis l'hypothèse que l'expression peut être la source de l'inscription antérieure « OMNIA VANITAS » qui peut avoir été gravée sur une alcôve à la succession de l'un des associés de Thomas Anson, George Lyttleton[4].
- L'ancien linguiste de la NSA Keith Massey interprète les lettres comme les initiales de la phrase latine Oro Ut Omnes sequantur Viam Ad veram Vitam (« Je prie pour que tous puissent suivre le chemin de la vraie vie ») en référence au verset biblique Jean 14: 6, Ego somme Via et Veritas et Vita (« Je suis le Chemin, la Vérité et la Vie »)[5].
- Margaret, comtesse de Lichfield, a affirmé que l'inscription était un message d'amour, se référant aux lignes Out Your Own Sweet Vale, Alicia, Vanishes Vanity. Twixt Deity and Man Thou, Shepherdess, The Way, mais aucune source de ces mots n'a jamais été retrouvée[3].
- A. J. Morton remarque que certaines des lettres correspondent aux noms des habitants de Shugborough au début du XIXe siècle, et estime que l'inscription désigne les mots Orgreave Unies avec Overley et Shugborough, vicomte Anson Venables Vernon[6].
- Joël Pagé, auteur du roman L'ultime trésor[7], avance une signification pour le moins originale tirée d'une volonté exprimée en latin du pape Boniface VIII d'occulter le réel endroit où serait caché le trésor des Templiers et le Graal. L'inscription DM s'agirait essentiellement d'un leurre transatlantique magistral, construit par les Templiers, invitant les rois du Moyen-Âge à se diriger vers l'Île aux Chênes (Oak Island en angl.) située en Acadie. Pour ce faire, le pape s'inspirera du célèbre Veni, vedi, veci de Jules César: Odyssea Uber Occidens Sacrosancta Veni Arcadia Vedi Veci où il indique à toute la chrétienté, et le roi de France Philippe IV le Bel en particulier, que cette odyssée sacrée vers un ouest abondant et luxuriant est venue en Acadie, qu'elle a vu et vaincu l'hégémonie française sur les biens du Saint Ordre que le souverain pontife anticipait de plus en plus. Le duo de lettres DM, secret liant le pape à son fidèle confident Nicolas Boccasini, le cardinal d'Ostie, signifie que les Hommes, voire le pape lui-même, font mentir Dieu, par l'expression secrète, connue d'eux seuls, Deus Mendacem.

Parmi les interprétations non-acrostiches, on trouve :
- Un livre de 2014 par Dave Ramsden qui fait référence à la preuve manuscrite du Record Office Staffordshire pour démontrer que les pairs de Thomas Anson ont compris que le monument était un monument funéraire dédié à une figure féminine syncrétique connue sous le nom de bergère. En tant que tel, le D. M. signifie Dis Manibus et l'inscription de 8 lettres est un chiffre cachant le nom de la figure étant commémoré. La solution fournit un effort de décryptage détaillé qui affirme qu'un chiffrement poly-alphabétique a été utilisé pour chiffrer le nom de « Magdalen »[8].
- une œuvre de Peter Oberg où les lettres représentent les chiffres dont la somme est 2810, la distance en miles de Shugborough au lieu nommé « Money Pit » sur l'île Oak, en Nouvelle-Écosse, Canada.
- une suggestion qui repose sur la prononciation 'UOSV' comme 'Iosef', interprétée comme une référence au prophète biblique Joseph.
- une proposition pour laquelle « VV » doit être lu comme 10, en référence aux chiffres romains, et les 10 lettres puis lues comme une anagramme de « DEVOUT MASON » (pieux maçon).

Malgré ces nombreuses théories, le personnel de Shugborough Hall reste sceptique devant les solutions proposées. Un porte-parole de la propriété (maintenant détenue par le National Trust) a été cité en 2014 indiquant que « nous recevons cinq ou six personnes par semaine qui croient avoir résolu le code de sorte que nous sommes un peu méfiants maintenant. »

## Prieuré de Sion et le Saint Graal
En 1982, les auteurs de la pseudo-historique Saint-Sang et le Saint Graal ont suggéré que Poussin était membre du Prieuré de Sion, et que ses Bergers d'Arcadie contenaient des significations cachées d'une grande signification ésotérique.
En 2003, Dan Brown a développé des thèmes similaires dans son roman à succès Da Vinci Code, et en 2004, Richard Kemp, le directeur général de la succession Shugborough, a lancé une campagne de promotion qui a affirmé un lien entre Shugborough, et en particulier l'inscription Shugborough et le Saint-Graal.
La spéculation a alors augmenté jusqu'à penser que l'inscription peut coder des secrets liés au Prieuré de Sion ou même l'emplacement du Saint Graal. Dans le cadre de la promotion de Shugborough, certaines personnes qui avaient auparavant travaillé comme cryptologues à Bletchley Park ont poursuivi cette piste d'enquête. Oliver Lawn a proposé que les lettres peuvent coder pour l'expression Jesus H Defy, où le H signifie prétendument "Christos" (du grec "Messie") et la référence est à une lignée descendant prétendument d'un Jésus non divin et préservée par le Prieuré. Sheila Lawn, sa femme, a préféré la théorie d'une histoire d'amour. Malgré l'emploi précédent du couple, ni de leurs suggestions bénéficié d'un soutien cryptanalytique fiable et les deux ont été présentés comme spéculatif.